# Habrocidaris
Genre
Habrocidaris est un genre d'oursins la famille des Arbaciidae.

## Description
Ce sont de petits Arbaciidae aux tubercules limités à l'ambitus. On les distingue des Dialithocidaris par la présence d'un seul tubercule primaire sur les plaques interambulacraires, et non deux, et par l'absence de rangées de chevilles vitreuses.

## Liste des espèces
Selon World Register of Marine Species (24 août 2024) :
- Habrocidaris argentea A. Agassiz & H.L. Clark, 1907 -- Hawaï
- Habrocidaris scutata (A. Agassiz, 1880) -- Caraïbes

## Systématique
Le nom valide complet (avec auteur) de ce taxon est Habrocidaris A. Agassiz & H.L. Clark, 1907,.

### Étymologie
Le nom générique, Habrocidaris, est la combinaison du grec ancien ἁβρος, habros, « délicat, joli », et du genre Cidaris, et fait référence au « test très fin et délicat » de ces espèces. 

### Publication originale
- (en) Alexander Agassiz et Hubert Lyman Clark, « Preliminary report on the echini collected, in 1902, among the Hawaiian Islands, by the U.S. Fish Commission steamer "Albatross", in charge of Commander Chauncey Thomas, U.S.N., commanding », Bulletin of the Museum of Comparative Zoology, Cambridge (Massachusetts), vol. 50, no 8,‎ 1907, p. 231-259 (ISSN 0027-4100, e-ISSN 1938-2987, lire en ligne, consulté le 24 août 2024).